# Frank Lewis (Ringer)
Frank Wiatt Lewis (* 12. Juni 1912 in Coleman (Texas); † 16. August 1998 in Stillwater (Oklahoma)) war ein US-amerikanischer Ringer. Er wurde 1936 Olympiasieger im freien Stil im Weltergewicht.

## Werdegang
Frank Lewis begann als Jugendlicher an der High-School in Cushing (Oklahoma) mit dem Ringen. Er betrieb zu diesem Zeitpunkt aber auch noch andere Sportarten. Nach seiner High-School-Zeit besuchte er die Oklahoma State University und hielt es dort sportlich gesehen genau so. Erst 1933 beschloss er, sich ganz auf das Ringen zu konzentrieren. Dabei betätigte er sich im freien Stil, weil an den US-amerikanischen Universitäten nur in diesem Stil gerungen wurde.
Bereits im Jahre 1934 zeitigten sich die ersten Erfolge im Ringen. Er belegte in diesem Jahr hinter Ben Bishop bei den NCAA-Championships (US-amerikanische Studentenmeisterschaften) im Weltergewicht den 2. Platz. 1935 gewann er dann im Weltergewicht diesen Titel vor Howard McGrath und Joe Kalpin. Zudem wurde er im Jahre 1935 auch AAU-Champion (US-amerikanischer Meister). 1936 setzte er sich bei der US-amerikanischen Olympiaausscheidung (Trials) im Weltergewicht gegen Walter Jacob durch und wurde für die Olympischen Spiele in Berlin nominiert.
Bei den Olympischen Spielen in Berlin erzielte Frank Lewis Schultersiege über Julien Beke aus Belgien, Joseph Schleimer aus Kanada und Hüseyin Ercetin aus der Türkei. In seinem vierten Kampf erlitt er eine Schulterniederlage gegen Thure Andersson aus Schweden, den Vizeeuropameister von 1934. In seinem letzten Kampf kam er dann zu einem weiteren Schultersieg über Willy Angst aus der Schweiz. Er hatte damit 3 Fehlpunkte. Den Olympiasieg hat Frank Lewis letztlich dem Deutschen Josef Paar zu verdanken, denn dieser schulterte in seinem zweiten Kampf Thure Andersson. Paar gelangen dazu aber nur zwei Punktsiege, zudem erlitt er im Kampf gegen den französischen Ex-Europameister Jean Jourlin eine Punktniederlage, womit er vorzeitig ausschied, weil er 5 Fehlpunkte erreicht hatte. Andersson hatte in der Endabrechnung 4 Fehlpunkte, weil er neben der Niederlage gegen Paar gegen Jean Jourlin „nur“ zu einem Punktsieg gekommen war. Er stand deshalb mit 4 Fehlpunkten am Ende des Turnieres um einen Fehlpunkt schlechter da als Frank Lewis, der damit die Goldmedaille gewann, während sich Ture Andersson mit der Silbermedaille begnügen musste.
An weiteren internationalen Meisterschaften nahm Frank Lewis nicht teil (Weltmeisterschaften wurden damals noch nicht durchgeführt). Er beendete nach seinem Olympiasieg seine Ringerkarriere.
Frank Lewis beendete sein Studium und war danach als Geschäftsmann und Rancher in Tulsa tätig. Er war verheiratet und hatte zwei Söhne und zwei Töchter.

## Internationale Erfolge
| Jahr | Platz | Wettbewerbe  | Gewichtsklasse | Ergebnisse |
| 1936 | Gold  | OS in Berlin | Welter         | nach Siegen über Julien Beke, Belgien, Joseph Schleimer, Kanada und Hüseyin Ercetin, Türkei, einer Schulterniederlage gegen Thure Andersson, Schweden und einem Schultersieg über Willy Angst, Schweiz |

## Nationale Erfolge
| Jahr | Platz | Wettbewerbe        | Gewichtsklasse | Ergebnisse                        |
| 1934 | 2.    | NCAA-Championships | Welter         | hinter Ben Bishop                 |
| 1935 | 1.    | NCAA-Championships | Welter         | vor Howard McGrath und Joe Kalpin |
| 1935 | 1.    | AAU-Championships  | Welter         |                                   |
| 1936 | 1.    | Olympiatrials      | Welter         | vor Walter Jacob                  |

## Erläuterungen
- alle Wettkämpfe im freien Stil
- OS = Olympische Spiele
- NCAA = US-amerikanischer Studenten-Sportverband
- AAU = Amateur-Athleten-Union